# 1742 Schaifers
1742 Schaifers (1934 RO) là một tiểu hành tinh vành đai chính được phát hiện ngày 7 tháng 9 năm 1934 bởi K. Reinmuth ở Heidelberg.